# Weissia erythrogona
Weissia erythrogona är en bladmossart som beskrevs av Bridel 1806. Weissia erythrogona ingår i släktet krusmossor, och familjen Pottiaceae. Inga underarter finns listade i Catalogue of Life.